# Emotion & Commotion
Emotion & Commotion je desáté sólové studiové album kytaristy Jeffa Becka, vydané v dubnu 2010 u vydavatelství Atco Records. Album produkovali Steve Lipson a Trevor Horn.

## Seznam skladeb
| Pořadí         | Název                | Autor                       | Délka |
| -------------- | -------------------- | --------------------------- | ----- |
| 1.             | Corpus Christi Carol | Benjamin Britten            | 2:40  |
| 2.             | Hammerhead           | Jeff Beck, Jason Rebello    | 4:15  |
| 3.             | Never Alone          | Rebello                     | 4:22  |
| 4.             | Over the Rainbow     | Harold Arlen, E. Y. Harburg | 3:10  |
| 5.             | I Put a Spell on You | Screamin' Jay Hawkins       | 2:59  |
| 6.             | Serene               | Beck, Rebello               | 6:05  |
| 7.             | Lilac Wine           | James Shelton               | 4:44  |
| 8.             | Nessun Dorma         | Giacomo Puccini             | 2:56  |
| 9.             | There's No Other Me  | Rebello, Joss Stone         | 4:05  |
| 10.            | Elegy for Dunkirk    | Dario Marianelli            | 5:03  |
| Celková délka: | Celková délka:       | Celková délka:              | 40:19 |

| Bonusová skladba na iTunes verzi | Bonusová skladba na iTunes verzi | Bonusová skladba na iTunes verzi | Bonusová skladba na iTunes verzi |
| Pořadí                           | Název                            | Autor                            | Délka                            |
| -------------------------------- | -------------------------------- | -------------------------------- | -------------------------------- |
| 11.                              | Poor Boy                         | traditional                      | 4:42                             |

| Bonusová skladba na japonské verzi | Bonusová skladba na japonské verzi | Bonusová skladba na japonské verzi | Bonusová skladba na japonské verzi |
| Pořadí                             | Název                              | Autor                              | Délka                              |
| ---------------------------------- | ---------------------------------- | ---------------------------------- | ---------------------------------- |
| 12.                                | Cry Me a River                     | Arthur Hamilton                    | 4:31                               |

## Obsazení
- Jeff Beck – elektrická kytara
- Joss Stone – zpěv (skladby 5 a 9)
- Imelda May – zpěv (skladby 7 a 11)
- Olivia Safe – zpěv (skladby 6 a 10)
- Jason Rebello – klávesy
- Pete Murray – klávesy, orchestrální aranže
- Vinnie Colaiuta – bicí, perkuse
- Clive Deamer – bicí
- Earl Harvin – bicí
- Alessia Mattalia – bicí
- Luis Jardim – perkuse
- Chris Bruce – baskytara
- Pino Palladino – baskytara
- Tal Wilkenfeld – baskytara